# Johannes Martinus Burgers
Pour les articles homonymes, voir Burgers.
Johannes Martinus Burgers dit Jan (13 janvier 1895 à Arnhem, Pays-Bas ; † 7 juin 1981 à Washington D.C.) est un physicien néerlandais, passé à la postérité pour ses travaux en mécanique des fluides et ses contributions à la mécanique des solides réels.

## Biographie
Il était le frère du cristallographe Willie Gerard Burgers (de). Ses domaines de recherches furent la mécanique des fluides, la mécanique du solide et des corps déformables ainsi que les sciences des matériaux. En mécanique des fluides, il a laissé son nom à l’équation de Burgers et au tourbillon de Burgers avec le modèle de la turbulence qui en découle ; en  lui doit en outre le vecteur de Burgers en Théorie des dislocations et le solide de Burgers dans le domaine de la viscoélasticité.
Il étudia la physique à Leyde sous la direction de Paul Ehrenfest. Après avoir soutenu sa thèse de doctorat à peine âgé de 23 ans, il fut recruté en 1918 comme professeur à l'Université de technologie de Delft. Là, il eut tout loisir de compléter ses connaissances et de s'adonner à la recherche. En 1939, Burgers publia une contribution fondamentale à la théorie des plans de glissement dans les solides cristallins. C'est dans cet essai qu'il évoque le vecteur décrivant la direction d'une dislocation, appelé depuis vecteur de Burgers.
En 1946, il fut l'un des fondateurs de l’International Union of Theoretical and Applied Mechanics (IUTAM), dont il fut le premier secrétaire général, jusqu'en 1952.
En 1955 Burgers émigra aux États-Unis, où il obtint un poste de maître de conférences à l'Université du Maryland, qu'il conserva jusqu'à sa retraite. Ses travaux ont été récompensés par le prix Otto Laporte en 1974.

## Écrits
- Some considerations on the fields of stress connected with dislocations in a regular crystal lattice. Koninklijke Nederlandse Akademie van Wetenschappen, Afdeling Natuurkunde : Proceedings of the Section of Sciences,  (ISSN 0370-0348), vol. 42, 1939, p. 293-325, 378-399.
- Mathematical examples illustrating relations occurring in the theory of turbulent fluid motion. Verhandelingen der Koninklijke Nederlandse Akademie van Wetenschappen, Afdeeling Natuurkunde, 1re série,  (ISSN 0373-4668), vol. 17, cahier no 2, 1939, p. 1-53

Publications posthumes
- F. T. M. Nieuwstadt et J. A. Steketee (éditeurs), Selected Papers of J. M. Burgers.  (1995), Kluwer Academic, Dodrecht,  (ISBN 0-792-33265-2)